# We Are Pilots
| Recensione | Giudizio |
| ---------- | -------- |
| AllMusic   |          |

We Are Pilots è l'album d'esordio della indie rock band californiana Shiny Toy Guns. La versione definitiva è stata pubblicata il 4 ottobre 2006 presso la casa di produzione Universal Motown: ad essa erano precedute due versioni, differenti nel numero e nella posizione delle tracce, pubblicate alla fine del 2005 per le etichette alternative Stormwest e Sidecho. Il disco ha ottenuto buoni risultati superando le oltre 300 000 copie vendute ed ottenendo la candidatura come miglior album 'Electronic/Dance' ai premi Grammy del 2008.

## Tracce
1. You Are the One – 4:30 (Chad Petree, Jeremy Dawson, Stephen Petree)
2. "Le Disko" – 3:23 (Jeremy Dawson, Stephen Petree)
3. "Starts With One" – 3:45 (Chad Petree)
4. "When They Came For Us" – 4:24 (Jeremy Dawson)
5. "Don't Cry Out" – 4:10 (Chad Petree, Jeremy Dawson)
6. "Chemistry Of A Car Crash" – 3:51 (Chad Petree, Josh Leone)
7. "Waiting" – 4:21 (Chad Petree)
8. "Rainy Monday" – 3:59 (Chad Petree, Stephen Petree)
9. "Jackie Will Save Me" – 3:59 (Jeremy Dawson)
10. "Shaken" – 3:43 (Jeremy Dawson, Stephen Petree)
11. "We Are Pilots" – 4:14 (Jeremy Dawson)

## Formazione
- Carah Faye Charnow – voce
- Chad Petree – voce, chitarra
- Jeremy Dawson – tastiere, basso
- Mikey Martin – batteria, percussioni

## Singoli
- Le Disko
- You Are the One
- Rainy Monday